# الاتباعية
الاتباعية أو مدرسة البعث والإحياء الكلاسيكية العربية في العصر الحديث؛ وهي حركة أدبية تسعى إلى تقليد الشعر القديم والعباسي بشكل خاص في آدابها، مما نحى بأتباعها إلى الاهتمام في الشعر الغنائي والمسرحي بشكل خاص؛ إلى جانب تأثرهم بالشعر الفرنسي والأوروبي الكلاسيكي التقليدي.

## روادها
- محمود سامي البارودي
- أحمد شوقي
- حافظ إبراهيم
- الرصافي